# Mairie de Clichy (métro de Paris)
Pour la mairie, voir Hôtel de ville de Clichy.
Mairie de Clichy est une station de la ligne 13 du métro de Paris, située sur le territoire de la commune de Clichy.

## Situation
La station est implantée sous la rue Martre (D 19) entre la rue Villeneuve et la rue Charles-et-René-Auffray. Orientée selon un axe nord-ouest/sud-est, elle est particulièrement éloignée des stations encadrantes. Elle se situe ainsi à près de 1 600 mètres de Gabriel Péri, dont elle est séparée par la Seine que la ligne franchit par un viaduc, tandis que 1 250 mètres la séparent de Porte de Clichy. Ce choix vient du fait que, lors des études, près de 90 % de la population de la commune habitait à moins de 800 mètres de la station, et parce que la trémie en forte rampe (50 ‰) au cœur d'un échangeur complexe a condamné le projet d'une seconde station au débouché du pont de Clichy.

## Histoire
La station est ouverte le 3 mai 1980 avec la mise en service du premier prolongement de la branche nord-ouest de la ligne 13 depuis Porte de Clichy jusqu'à Gabriel Péri - Asnières - Gennevilliers (renommée plus simplement Gabriel Péri depuis l'extension jusqu'à la station Les Courtilles en 2008).
Destinée à assurer la desserte du centre-ville de Clichy, elle doit sa dénomination à sa proximité avec l'hôtel de ville de la commune, situé à une centaine de mètres au sud-ouest.
Dans le cadre du programme « Renouveau du métro » de la RATP, les couloirs de la station ont été rénovés le 21 mars 2005, tandis que les quais, aménagés dès l'origine en style « Andreu-Motte », ont également bénéficié d'une modernisation partielle avec le remplacement du carrelage en grès étiré blanc, plat et fin par les traditionnels carreaux en céramique blancs biseautés.

### Fréquentation
Selon les estimations de la RATP, la station a vu entrer 6 342 058 voyageurs en 2019, ce qui la place à la 51e position des stations de métro pour sa fréquentation sur 302. En 2020, avec la crise du Covid-19, son trafic annuel tombe à 3 316 323 voyageurs, ce qui la classe alors au 47e rang, avant de remonter progressivement en 2021 avec 4 043 071 entrants comptabilisés, la reléguant cependant à la 53e position des stations du réseau pour sa fréquentation cette année-là.

## Services aux voyageurs

### Accès
La station dispose de quatre accès, tous agrémentés d'un mât avec un « M » jaune inscrit dans un cercle et répartis en six bouches de métro sur la rue Martre :
- l'accès 1 « Rue Martre - Hôpital Goüin » comprenant deux trémies en enfilade débouchant au droit du no 80 de cette rue, dont une entrée constituée d'un escalier fixe et une sortie équipée d'un escalier mécanique montant ;
- l'accès 2 « Rue Charles-et-René-Auffray », constitué d'un escalier fixe, se trouvant sur le trottoir impair de la rue Martre face au no 30 de la rue Charles-et-René-Auffray ;
- l'accès 3 « Rue Villeneuve » comportant une entrée directement aménagée au sein du rez-de-chaussée de l'immeuble du no 77 de la rue Martre ;
- l'accès 4 « Rue du Landy - Hôpital Beaujon » comprenant également deux trémies dont une entrée constituée d'un escalier fixe et une sortie équipée d'un escalier mécanique montant, situées au droit du Centre Administratif Gaston-Defferre au no 90 bis de la rue Martre.

Accès à la station
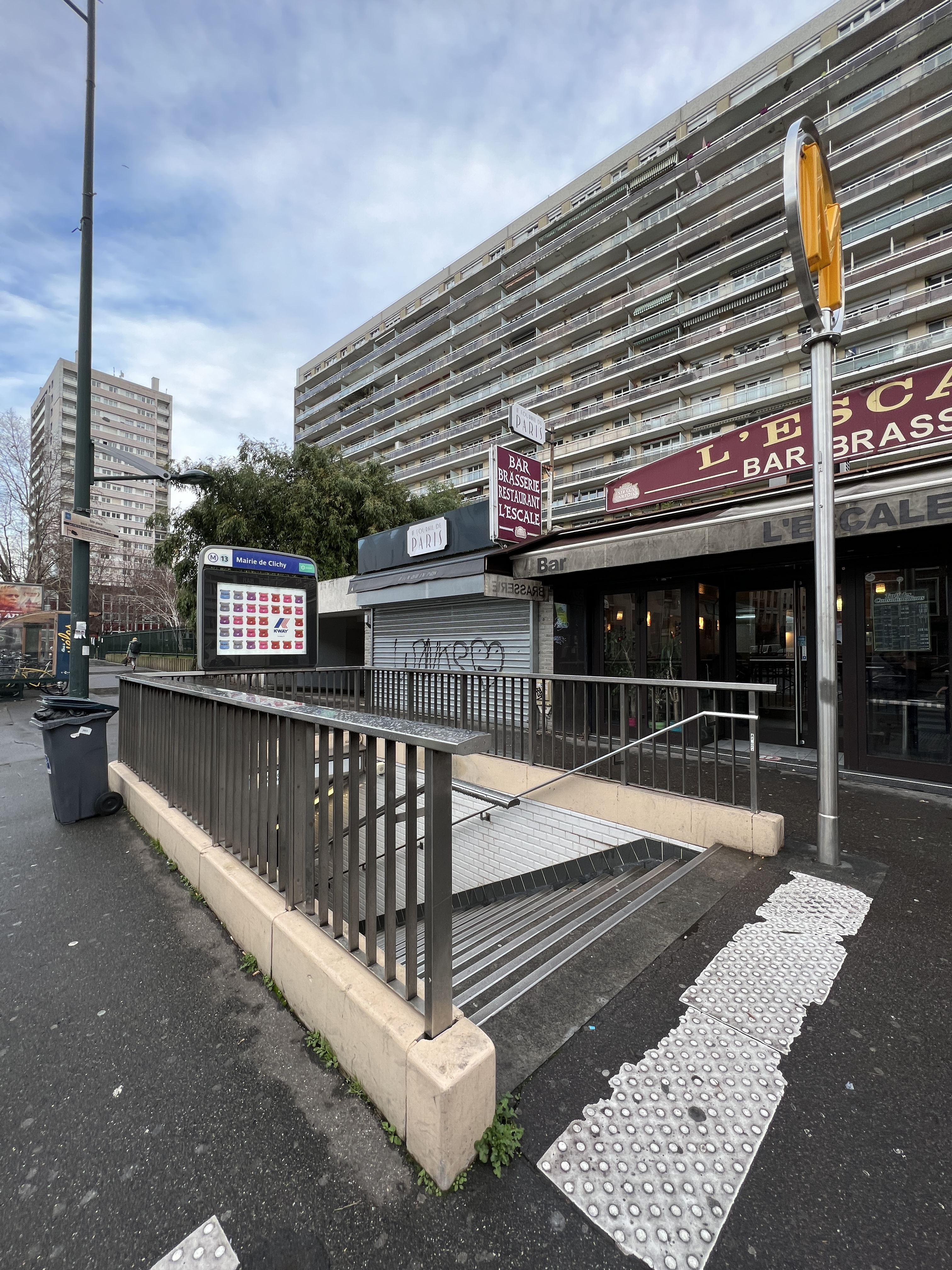
L'accès no 1 « Rue Martre ».
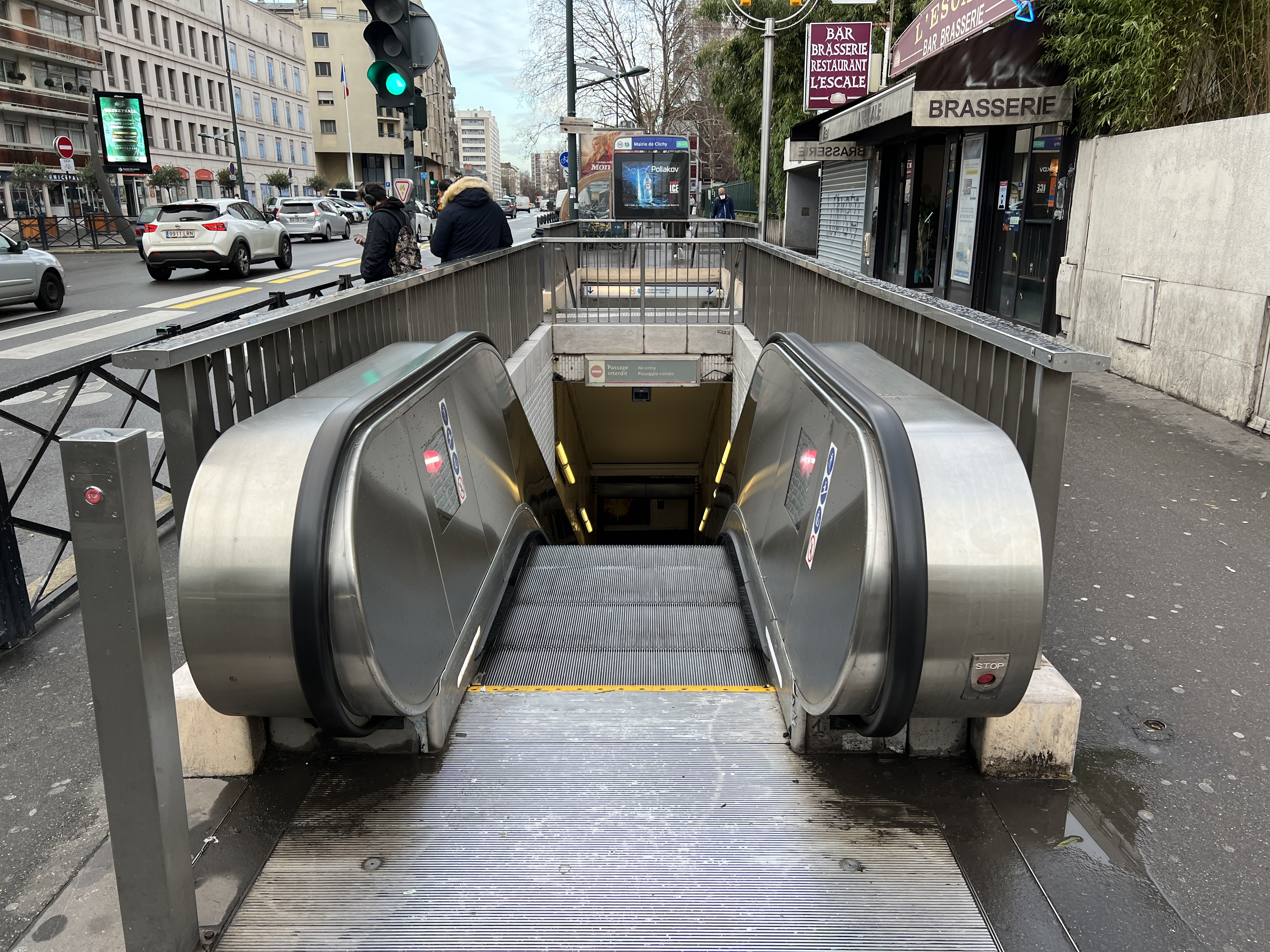
L'escalier mécanique de l'accès no 1.
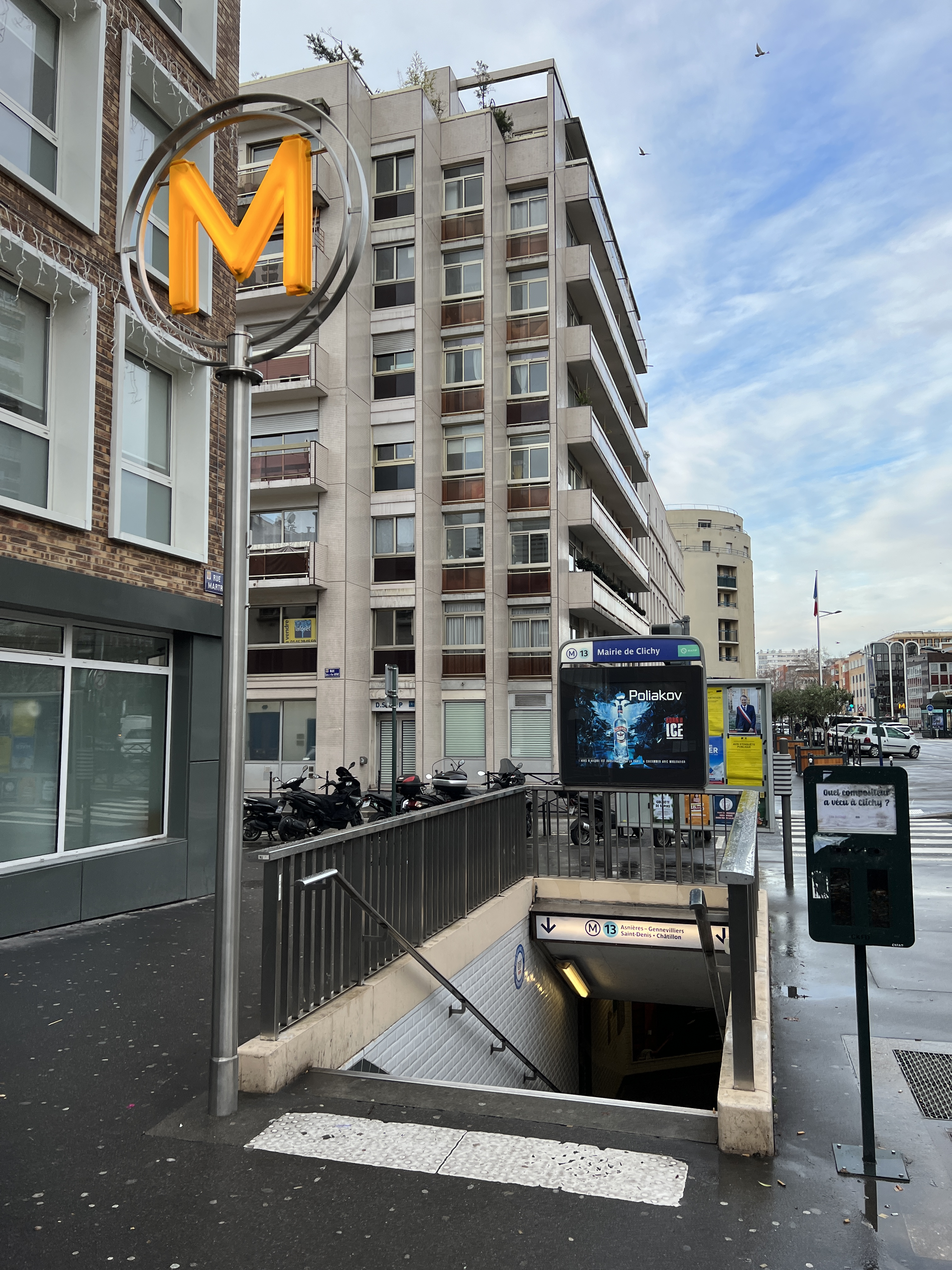
L'accès no 2 « Rue Charles-et-René-Auffray ».
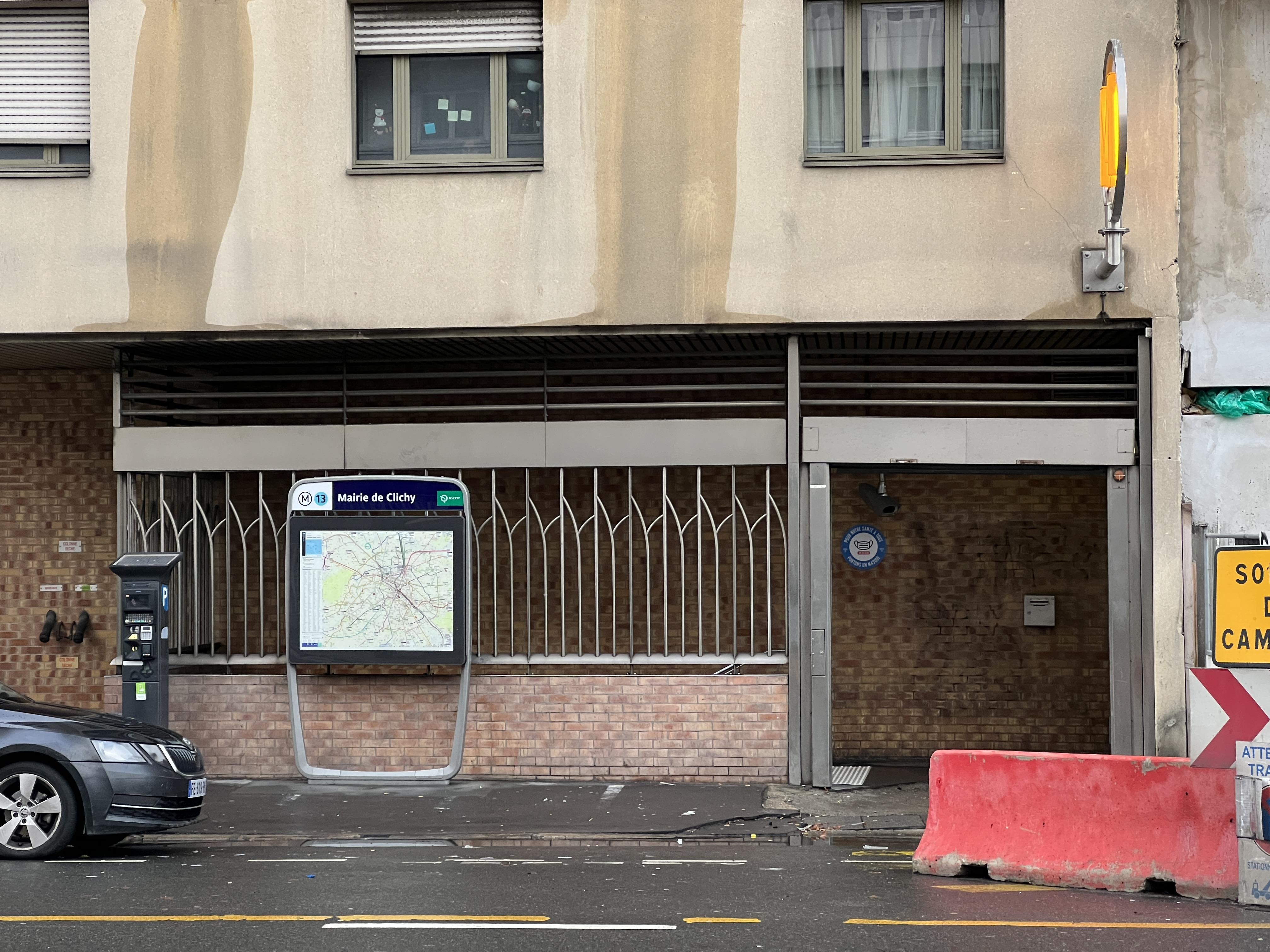
L'accès no 3 « Rue Villeneuve ».
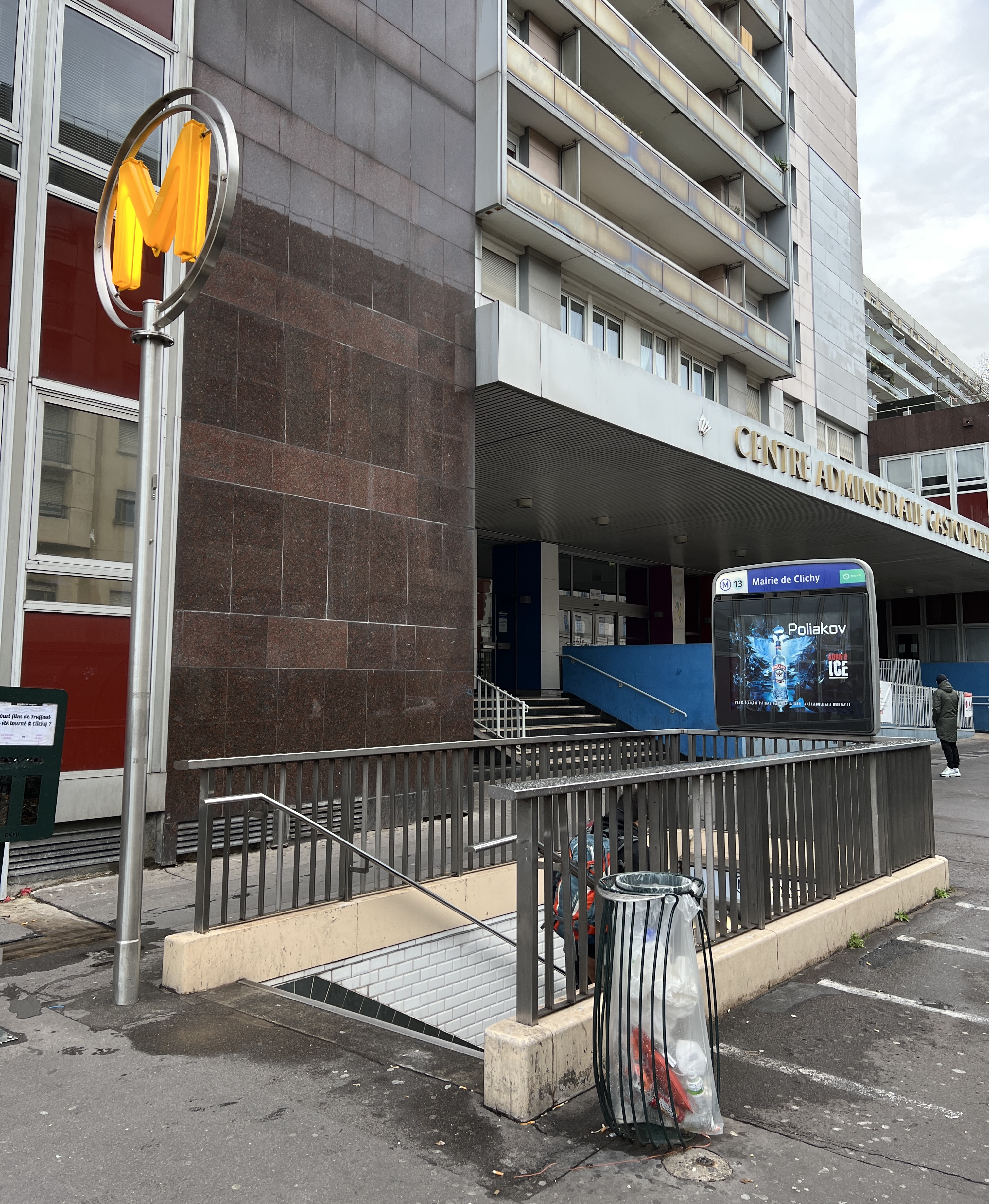
L'accès no 4 « Rue du Landy ».
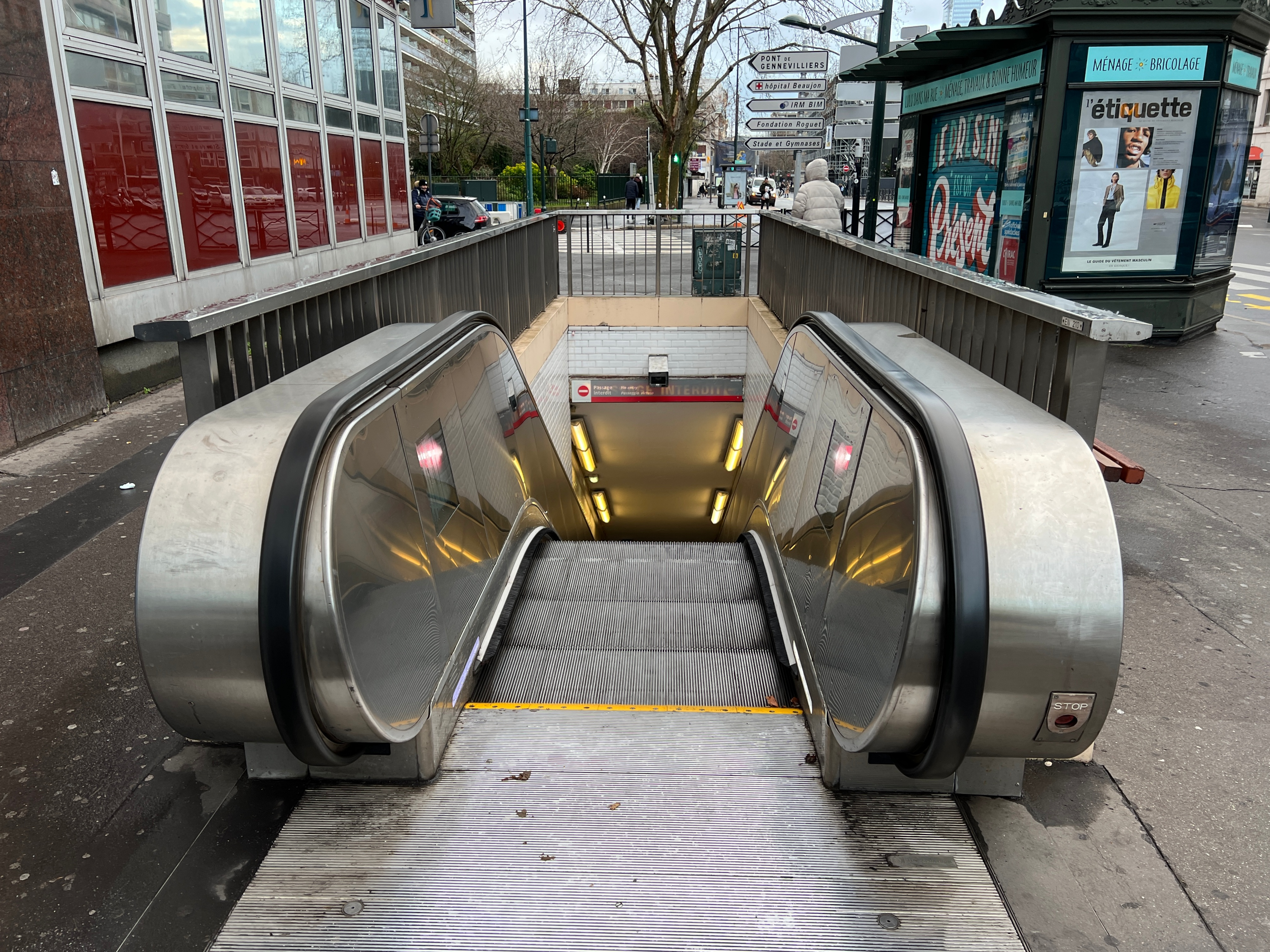
L'escalier mécanique de l'accès no 4.

### Quais
La station, de configuration standard, possède deux quais longs de 105 mètres séparés par les voies du métro. Cette longueur permettrait l'exploitation de trains de sept voitures si l'augmentation de la capacité de la ligne était décidée. Édifiée selon la méthode de la tranchée couverte, il s'agit d'une station-boîte à piédroits verticaux et plafond horizontal, dont la partie sud-est est surplombée d'une mezzanine intégrant la salle de distribution des titres de transport, selon l'architecture typique des stations de métro créées en banlieue de 1975 à 1985.
La décoration est une déclinaison du style « Andreu-Motte » avec des dispositifs d'éclairage suspendus, des banquettes, tympans et flancs d'escaliers traités en carrelage rouge plat et fin ainsi que des sièges « Motte » de même couleur. Ces aménagements sont mariés avec les carreaux en céramique blancs biseautés qui recouvrent les piédroits jusqu'à la hauteur de la mezzanine, tandis que les plafonds et la partie supérieure des murs sont peints en blanc. Les cadres publicitaires sont métalliques et le nom de la station est inscrit en police de caractères Parisine sur des plaques émaillées. Les voies sont séparées par une barrière anti-franchissement.

### Intermodalité
La station est desservie par les lignes 54, 174, 274 et 341 du réseau de bus RATP, le service urbain « La navette » (lignes verte et jaune) et, la nuit, par les lignes N15 et N51 du réseau Noctilien.

## À proximité
- Hôtel de ville de Clichy
- Église Saint-Médard de Clichy
- Pavillon Vendôme
- Hôpital Goüin
- Parc Roger-Salengro
- Hôpital Beaujon